# ヴィーナスとジーザス
「ヴィーナスとジーザス」は、やくしまるえつこの楽曲。やくしまるえつこがティカ・α名義で制作した。やくしまるの2枚目のシングルとして2010年5月26日にスターチャイルドから発売された。なお、同日にKi/oon Recordsから「いしわたり淳治&砂原良徳＋やくしまるえつこ」名義で「神様のいうとおり」が発売された。

## 概要
本曲は、テレビアニメ『荒川アンダー ザ ブリッジ』のオープニングテーマに起用された。
ジャケットイラストは、同アニメ「荒川アンダー ザ ブリッジ」の原作者、中村光とやくしまるとのコラボレーション描下ろしジャケットとなっている。その他にもパルコ・シティが発行するフリーペーパー「PARCO-CITY FLYER」のグッズ企画「FLYD」にてコラボレーションTシャツの受注販売が行われた。
対象店舗にて先着入者限定特典が実施され、抽選で約30枚のやくしまるのサイン入りヴィーナスとジーザスの12インチアナログ盤が当たる応募ハガキが配布された。また、TOWER RECORDS、HMV、ディスクユニオン、TSUTAYAで、数量限定の各店舗別の切手型シール、上記以外の対象店舗では封筒と便箋からなるお手紙セットが配布された。

## ミュージックビデオ
監督は真鍋大度が務め、3Dカメラで撮影されたやくしまるが小さな粒子で表現され、その粒が動きまわってさまざまに形を変えていくという映像内容となっており、ヴィーナスとジーザス特設ウェブサイトにてミュービックビデオに使われた映像素材「やくしまる3Dスキャン」をユーザーが自由に扱う事が出来る。
携帯サイトでは2010年5月26日より、iTunesでは同年6月2日よりミュージックビデオが配信された。

## 収録曲
| 全作詞・作曲: ティカ・α。 |                            |           |            |          |      |
| #                         | タイトル                   | 作詞      | 作曲・編曲 | 編曲     | 時間 |
| 1.                        | 「ヴィーナスとジーザス」   | ティカ・α | ティカ・α  | 近藤研二 | 3:11 |
| 2.                        | 「ミスター・ミスメイカー」 | ティカ・α | ティカ・α  | 近藤研二 | 3:23 |
| 3.                        | 「nekomeshi」              | ティカ・α | ティカ・α  | Jimanica | 4:19 |
| 合計時間:                 | 合計時間:                  | 合計時間: | 10:53      |          |      |